# Napad v Machhu
3. januarja 2021 je skupina ISILKP-jevih militantov ubila 11 hazarskih rudarjev premoga po njihovi ugrabitvi v Machhu v Pakistanu. Vsem 11 rudarjem so prevezali oči in jim zvezali roke, preden so jim prerezali vratove. Vlada je odredila preiskavo incidenta in privedbo odgovornih pred roko pravice. Premier Imran Khan je dejanje opisal kot »nehumano teroristično dejanje«.
Notranji minister šejk Rasheed Ahmad je tudi obiskal družine žrtev in zagotovil, da bodo krivci obsojeni za vsako ceno. Družinam je izrazil sožalje in napovedal odškodnine. Sožalje ob napadu je izrazil tudi Afganistan. Afganistanski minister za zunanje zadeve je dejal, da je bilo med 11 rudarji tudi 7 afganistanskih Hazarjev.

## Protesti
Videoposnetki kažejo umorjene rudarje odvržene na tla v eni izmed vaških hiš. Hazari so na protestih v Balokistanu zahtevali pravice umorjenih oseb. Majlis Wahdat-e-Muslimeen je tudi organizirala tridnevne demonstracije na več kot 20 lokacijah v Karačiju. Pripadniki Hazarov so protestirali s trupli na zahodni obvoznici v Quetti in zavračali njihov pokop.
9. januarja so bili rudarji pokopani na hazarskem pokopališču v Quetti. Istega dne se je Imran Khan tudi sestal s svojci žrtev.